# Benito Boldi
Benito Boldi (Tarcento, Provincia de Udine, 19 de febrero de 1934 - Biella, Piamonte, 3 de febrero de 2021) fue un futbolista italiano. Se desempeñaba en la posición de defensa.

## Clubes
| Club             | País   | Año         |
| ---------------- | ------ | ----------- |
| S. P. A. L. 1907 | Italia | 1952 - 1955 |
| Juventus F. C.   | Italia | 1955 - 1956 |
| S. P. A. L. 1907 | Italia | 1956 - 1957 |
| Juventus F. C.   | Italia | 1957 - 1959 |
| Calcio Catania   | Italia | 1959 - 1960 |
| A. C. Cesena     | Italia | 1960 - 1962 |
| A. S. Biellese   | Italia | 1962 - 1968 |

## Palmarés

### Campeonatos nacionales
| Título      | Club           | País   | Año     |
| ----------- | -------------- | ------ | ------- |
| Serie A     | Juventus F. C. | Italia | 1957-58 |
| Copa Italia | Juventus F. C. | Italia | 1958-59 |